# Limhamn
Limhamn est un quartier de la municipalité de Malmö dans le comté de Scanie en Suède. Avant 1915, Limhamn a été brièvement une ville. Sa population, en incluant la banlieue, est d'environ 31 000 habitants.

## Personnalités liées à Limhamn
- Jan Troell, réalisateur suédois né à Limhamn
- Rebecca Zadig, chanteuse née à Limhamn
- Max Walter Svanberg, peintre né à Limhamn
- Johan Richthoff, lutteur né à Limhamn
- Bertil Göransson, rameur né à Limhamn